# 朱凌
朱凌（1508年—？），字原沖，福建建寧府建陽縣人，儒籍，明朝政治人物。

## 生平
嘉靖十年（1531年）辛卯科福建鄉試第七十一名舉人。嘉靖二十年（1541年）中式辛丑科會試第一百九名，登第二甲第七名進士。授户部主事，升员外郎，出为陕西按察司佥事。

## 家族
曾祖朱洵，七品散官；祖父朱格；父朱廉，母蔡氏。具庆下。